# Kościół św. Michała Archanioła w Dąbrówce
Kościół świętego Michała Archanioła w Dąbrówce – rzymskokatolicki kościół parafialny należący do parafii pod tym samym wezwaniem (dekanat Kamień Krajeński diecezji pelplińskiej).
Obecna, neogotycka budowla została zbudowana w latach 1898–99. Świątynia składa się z prostokątnej nawy i posiada małą prostokątną kruchtę. Przy nawie, od strony południowej, jest umieszczona kwadratowa wieża. Prezbiterium zwrócone jest w stronę północno-wschodnią, natomiast główne wejście w stronę południowo-zachodnią. Kościół jest murowany, wybudowano go z cegły na kamiennym fundamencie. Świątynia została wybudowana dla parafii katolickiej niemieckiej.